# Nāzirā
Nāzirā är en ort i Indien.   Den ligger i distriktet Sibsāgar och delstaten Assam, i den östra delen av landet, 1 700 km öster om huvudstaden New Delhi. Nāzirā ligger 101 meter över havet och antalet invånare är 14 302.
Terrängen runt Nāzirā är mycket platt. Runt Nāzirā är det tätbefolkat, med 570 invånare per kvadratkilometer. Närmaste större samhälle är Sibsāgar, 12,3 km nordväst om Nāzirā. Trakten runt Nāzirā består till största delen av jordbruksmark.